# Акунтсу (язык)
Акунтсу (Akunsu, Akuntsu, Akuntsun) — умирающий незадокументированный язык тупи, на котором говорит народ акунтсу, который проживает в муниципалитете Колумбиара штата Рондония в Бразилии. Мирное отношение с народом акунтсу было сделано в 1995 году; они были убиты скотоводами в 1980-х годах. Язык акунтсу похож на язык тупари.